# Furcoribula furcillata
Furcoribula furcillata är en kvalsterart som först beskrevs av Nordenskiöld 1901.  Furcoribula furcillata ingår i släktet Furcoribula och familjen Astegistidae. Inga underarter finns listade i Catalogue of Life.